# 不惑のスクラム
『不惑のスクラム』（ふわくのスクラム）は、安藤祐介による長編小説。2016年3月30日に角川書店（KADOKAWA）より刊行された。40歳以上の選手による「シニアラグビー」を題材に、社会の中でそれぞれ問題を抱えながらも週末にラガーマンとして集う年代も多様な大人たちが、仲間と心を通わせつつ自らの人生を見つめ直していく姿を描く。2018年8月24日に角川文庫より文庫化された。
「ラグビーワールドカップ2019」の日本開催を翌年に控えた2018年9月に、NHK大阪放送局の制作によりNHK総合テレビの「土曜ドラマ」枠にてテレビドラマ化された。

## 概要
「ラグビーワールドカップ2015」に先立つ2014年1月、前作『テノヒラ幕府株式会社』の執筆に向けてベンチャー企業の社長を取材していた著者は、本作にも登場するニュー新橋ビル内の蕎麦店へと誘われて、仕事の話は差し置いて「それよりラグビーの話は書かないの?」「今度練習来いよ」と「シニアラグビー」への勧誘を受ける。以来約2年間にわたり、ラグビー経験もなくもとより「球技は超苦手」と語る著者は「鬼ごっこの味噌っカス」のような形で練習に参加し、試合後の飲み会（ファンクション）に参加する中で、体力も経験も異なるメンバーがラグビーが好きという一点のみで集うシンプルさ、休日に別の顔を持つという面白さに惹かれ、「来る者は拒まず」という懐の深さから「ここにもし過去に罪を犯した人間がいたら?」と本作の着想に至る。「ラグビーワールドカップ2015」を経て、現実に即して作中の物語や描写に手を加えつつ、本作を完成させた。
2016年3月の刊行後まもなくより多くの書店員から「共感した」「泣きながら読んだ」などと支持を得て、同年5月の重版出来時にはラグビー日本代表選手の大野均も賛辞を寄せている。

## あらすじ
6年前、通勤電車の中で痴漢と疑われ犯人扱いした男性客を蹴ってしまった丸川良平は、相手が打ち所悪く死亡したことで傷害致死罪により懲役6年の刑を受ける。妻へ離婚を申し出て、当時2歳だった娘とも別れる。
出所後の日雇いで食い繋ぎインターネットカフェで寝る日々に疲弊し、死に場所を求めて江戸川の河川敷に辿り着いた丸川の目前に、近くで練習していた中年男たちのラグビーチームのボールが転がってくる。高校時代にフルバックとして活躍した丸川が蹴り返したボールはきれいな弧を描き、立ち去ろうとした丸川は「一緒にラグビーやりませんか」と老ラガーマンの宇多津貞夫に呼び止められ、宇多津が23年前に創設した40歳以上のシニアラグビーチーム「大江戸ヤンチャーズ」に加わることとなる。
丸川がラグビーをやめ、家族と別れ、命を絶とうとするまでに至る秘密が次第に明かされる一方で、チームメイトたちがそれぞれ社会の中で抱える事情が次々に浮き彫りとなり、丸川の変化とともにチームメイトたちの人生にも新たな変化が訪れる。

## 書誌情報
- 不惑のスクラム（2016年3月30日、KADOKAWA〈角川書店〉、ISBN 978-4-04-103902-1）
- 不惑のスクラム（2018年8月24日、KADOKAWA〈角川文庫〉、ISBN 978-4-04-107012-3）

## テレビドラマ
NHK大阪放送局の制作により、NHK総合の「土曜ドラマ」枠にて2018年9月1日から10月13日まで放送された。全7回。10代のころにラグビーのプレー経験がある高橋克典が主演を務めた。
「不惑のスクラム」スペシャルがNHK総合にて2019年9月16日の13時51分から放送。
原作から舞台は大阪に移され、チーム名も「大坂淀川ヤンチャーズ」である。

### キャスト

#### 主要人物
- 丸川良平（まるかわ りょうへい） - 高橋克典[5]
- 陣野進（じんの すすむ） - 渡辺いっけい
- 金田順三（かねだ じゅんぞう） - 村田雄浩
- 緒方真一郎（おがた しんいちろう） - 徳井優
- 川端弘明（かわばた ひろあき） - 上杉祥三
- 麦田理（むぎた おさむ） - 松尾諭
- 二階堂謙信（にかいどう けんしん） - 高橋光臣
- 柴尾和弘（しばお かずひろ） - 増田修一朗[9]
- 陣野美緒（じんの みお）  - 中村ゆりか（5歳期：小田菜心[10]）
- 坂巻由理（さかまき ゆり） - 戸田菜穂
- 梅塚英吾（うめづか えいご） - 竹中直人
- 宇多津登紀子（うたつ ときこ）  - 夏木マリ
- 宇多津貞夫（うたつ さだお） - 萩原健一[9]

#### その他
- 舞岡猛 - やのぱん
- 綱山剛夫 - 伊藤えん魔
- 那須野太郎 - F.ジャパン
- 一条佐吉 - あいはらたかし
- 小石川静雄 - 白井哲也
- 畑洋一 - 牛丸裕司
- 浜田仁志 - 森田一休
- 岬次郎 - 船曳良紀
- 坂巻華 - 根本真陽[11]（3歳期：矢野詩[12]）
- 弁護士 - 佐川満男
- 城井 - 中山麻聖
- 吉岡真理 - 畦田ひとみ
- 緒方花代 - 秋野暢子
- 金田の妻（写真） - 藤川真由美
- 中岡剛 - 長谷川初範[13]
- 西山友子 - 安藤玉恵
- 西山晴香 - 荒尾南月

### スタッフ
- 原作 - 安藤祐介『不惑のスクラム』
- 脚本 - 櫻井剛
- 音楽 - 岩代太郎
- 主題歌 - 大貫妙子「天使のはしご」
- ラグビー指導 - 守屋篤
- 演出 - 東山充裕、鈴木航
- 制作統括 - 三鬼一希、城谷厚司
- プロデューサー - 長谷知記
- 制作・著作 - NHK大阪放送局

### 放送日程
| 放送回 | 放送日   | サブタイトル                       | 演出     |
| ------ | -------- | ---------------------------------- | -------- |
| 第1回  | 09月01日 | 老いてなおヤンチャであれ!          | 東山充裕 |
| 第2回  | 09月08日 | オヤジの居場所                     | 東山充裕 |
| 第3回  | 09月15日 | シャドウ・キャプテン               | 鈴木航   |
| 第4回  | 09月22日 | 命のパス                           | 鈴木航   |
| 第5回  | 09月29日 | トライのある人生                   | 東山充裕 |
| 第6回  | 10月06日 | ワンフォーオール・オールフォーワン | 鈴木航   |
| 最終回 | 10月13日 | グラウンドで会いましょう           | 東山充裕 |

### 関連商品
CD
- 岩代太郎『NHK土曜ドラマ「不惑のスクラム」サウンドトラック』（2018年9月19日、日本コロムビア、COCB-54274）